# DNQX
DNQX (6,7-Dinitroquinoxaline-2,3-dione) は非NMDA型グルタミン酸受容体のアンタゴニスト。AMPA受容体、カイニン酸受容体の両者を阻害する。分子式はC8H4N4O6で表され、分子量は252.14である。CAS登録番号2379-57-9。脂溶性であり、神経科学実験の現場においてはしばしばDMSOに溶解させて使用される。ただし、右図右端に見られる2つの二重結合酸素原子をイオン化させ (−O−)、ナトリウム塩に変化させた水溶性タイプも市販されている。同種の試薬であるCNQXよりも受容体に結合する親和性が高いとされている。